# El Castillo (khu tự quản)
El Castillo là một khu tự quản thuộc tỉnh Río San Juan, Nicaragua. Khu tự quản El Castillo có diện tích 1655 ki lô mét vuông. Đến thời điểm năm 2005, huyện El Castillo có dân số 19864 người.